# Парусник эгей
Парусник эгей (лат. Papilio aegeus) — бабочка семейства парусников или кавалеров (лат. Papilionidae).

## Внешний вид

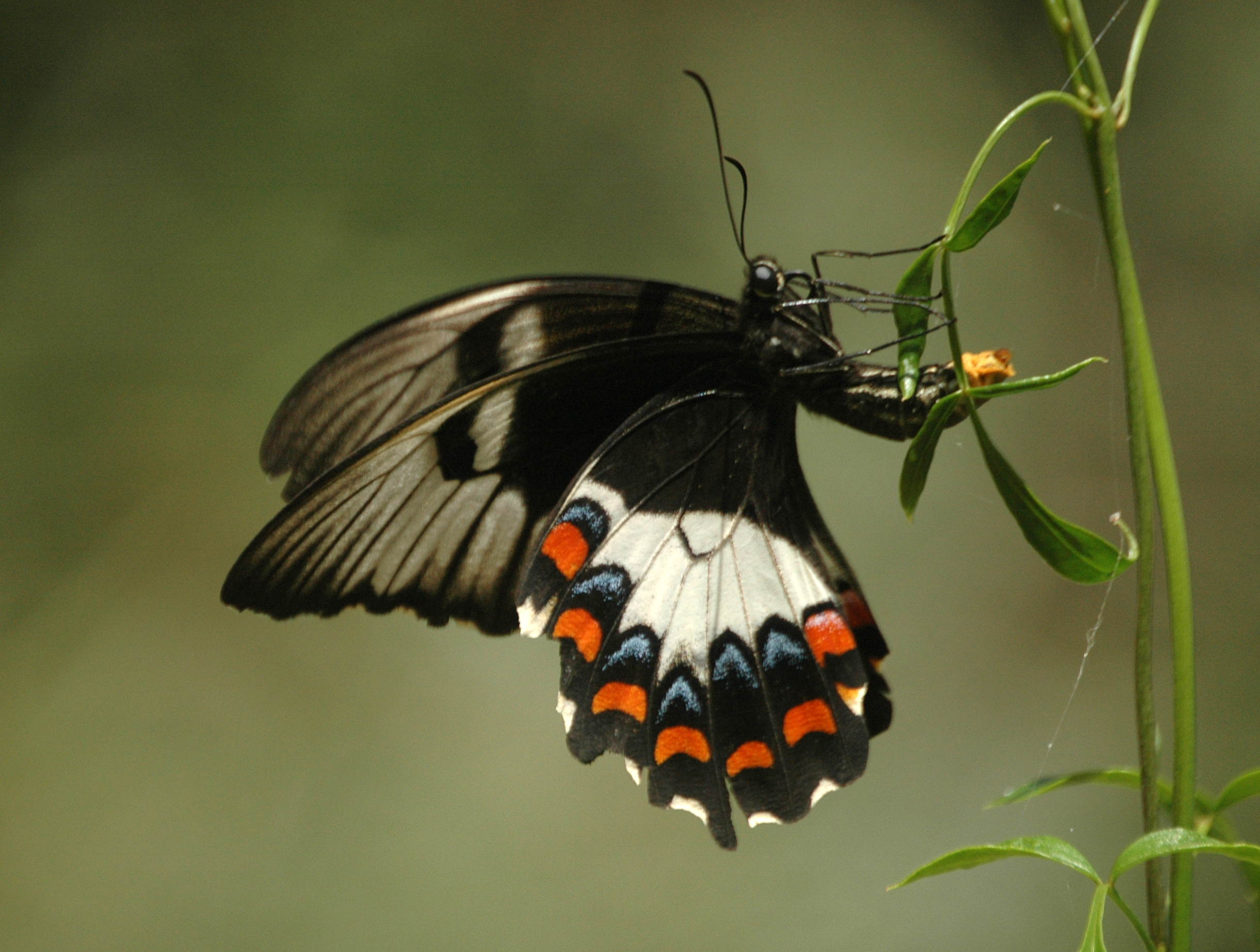
Самка. Нижняя сторона крыльев

Самцы на всём протяжении ареала одинаковы по расцветке. Самки имеют разнообразную окраску, подражающую, в основном, различным видам ядовитых бабочек, обитающих в тех же местах.

## Распространение
Распространён в Новой Гвинее и Австралии.

## Образ жизни
Часто встречается в городских парках и садах. Великолепно летает, способен быстро скрыться от врагов.

## Размножение
Гусеницы развиваются на микроцитрусе, халфордии, микромелуме и других рутовых растениях. Нередко вредят садовым посадкам цитрусовых. Окраска куколки зависит от места, где окуклилась гусеница: на листьях и стеблях — зелёная, на старых ветвях — серовато-коричневая.